# キチェ語
キチェ語（キチェご、Kʼicheʼ, Kʼicheeʼ, Quiché）とは、グアテマラ中部の高地に住むキチェ族が使用する言語で、マヤ語族のキチェ語群に属する。話者数はマヤ諸語のうちでもっとも多く、2001年には約90万人だった。2011年の調査によるとグアテマラの人口の11%がキチェ語話者であった。
スペイン植民地時代以来、『ポポル・ヴフ』をはじめとするラテン文字で記された多数の文献がキチェ語で書かれている。

## 概要
キチェ語は主にグアテマラのキチェ県、ケツァルテナンゴ県、トトニカパン県、ソロラ県、およびレタルレウ県とスチテペケス県を中心として、9つの県の78のムニシピオで話される。
方言差は大きく、エスノローグの第11版では6つの異なる言語に分けていたが、2009年にこの区別は廃止された。テレンス・カウフマンはキチェ語を中央、西部、東部、北部の4つに大別している。しかし、キチェ人たちはそのような区別によらず、普通は出身ムニシピオによって言語を区別する。
1990年代にグアテマラ・マヤ言語アカデミーによるキチェ語の標準化が行われたが、標準語が実際に話されている言語と異なることに対する抵抗があった。

## 発音
キチェ語は22の子音がある。
|        | 両唇音 | 歯茎音 | 後部歯茎音 | 硬口蓋音 | 軟口蓋音 | 口蓋垂音 | 声門音 |
| ------ | ------ | ------ | ---------- | -------- | -------- | -------- | ------ |
| 破裂音 | p bʼ   | t tʼ   |            |          | k kʼ     | q qʼ     | ʼ      |
| 破擦音 |        | tz tzʼ | ch chʼ     |          |          |          |        |
| 摩擦音 |        | s      | x          |          |          | j        |        |
| 鼻音   | m      | n      |            |          |          |          |        |
| 流音   |        | l r    |            |          |          |          |        |
| 半母音 | w      |        |            | y        |          |          |        |

ほかのマヤ諸語と同様に、キチェ語には破裂音と摩擦音に喉頭化の有無による対立があるが、うちbʼは音節頭では無声または半ば無声化した入破音[ɓ̥]であり、音節末では無声入破音かつ内破音のこともある。またqʼは放出音または無声入破音[ʛ̥]になる。鼻音以外の共鳴音 w y l r は音節末で無声化する。
キチェ語は5母音a e i o uがあり、大部分の方言では長母音aa ee ii oo uuも存在する。方言によっては強勢のある音節（語末）でのみ長母音が出現する。少なくとも2つの町では長短の対立ではなくカクチケル語と同様の「はり・ゆるみ」の対立になっている。ほかに、ゆるみ母音をäひとつだけ持つ6母音の体系を持つ方言もある。
強勢は原則として語の最後の音節にある。

## 文法
キチェ語の動詞には、相や法、人称、他動詞と自動詞の区別、独立と従属などを標示する接辞を加える必要がある。他のマヤ語と同様に能格言語であり、人称接辞にA型（能格）とB型（絶対格）の区別がある。他動詞の主語(A)はA型、他動詞の目的語(O)と自動詞の主語(S)はB型の人称接辞によって標示される。ほかのマヤ諸語にしばしば見られる分裂能格の現象はキチェ語には存在しない。
キチェ語の人称には一人称・二人称・三人称があり、単数と複数が区別される。さらに二人称では親称と敬称を区別する。A型の人称接辞は母音の前と子音の前で異なる形を使用する（下の表では / で区切られている）。
|                | A型           | B型     | 独立形                       |
| -------------- | ------------- | ------- | ---------------------------- |
| 一人称単数     | w- inw- / nu- | in-     | in                           |
| 二人称単数     | aw- / a-      | at-     | at                           |
| 二人称単数敬称 | =la           | =la     | laal                         |
| 三人称単数     | r- / u-       | ∅       | ri areʼ (raʼreʼ)             |
| 一人称複数     | q- / qa-      | oj-     | (ri) oj                      |
| 二人称複数     | iw- / i-      | ix-     | (ri) ix                      |
| 二人称複数敬称 | =alaq         | =alaq   | alaq                         |
| 三人称複数     | k- / ki-      | ee-, e- | ri e areʼ (ri aʼreʼ, raʼreʼ) |

名詞にA型の人称接辞を加えることで所有構文を作ることができるが、このときに最後の音節の母音が長母音になったり、接尾辞を加えたり、中には人称接辞を加えるときに全く異なる語幹を使用する名詞がある。また身体部位・親族名称・衣服など譲渡不可能な名詞は通常人称接辞を加えて使われ、単独で使うためには専用の接尾辞を必要とする。一部の名詞は常に人称接辞を必要とする。人間または動物に関しては複数を表す接尾辞-aabʼ/-iibʼを加えることができる。
B型の人称接辞はまた非動詞述語文の主語を標示するのにも用いられる。
指示語には近称・中称・遠称の区別がある。
形容詞は数が非常に限られており、30ほどしかない。
移動を表す自動詞に由来する方向語が7つあり、動作の行われる方向を示す。また動詞の方向接頭辞も2種類存在する。
前置詞は2つしかなく(chi, pa)、より詳しい格関係を表すには関係名詞（通常A型の人称接辞をともなう）を使用する。
位置語根(positional root)はCVC型の単音節で、位置・状態・形状・物理的属性などを表す。常に派生接辞を加えて、形容詞、動詞、非動詞述語として用いられる。
否定構文に使う語は方言によって異なるが、否定される内容を否定辞ma/man/naと非現実の助辞taj/taではさむ。歴史的には否定辞だけだったのだが、現在では非現実の助辞が必須になっており、さらに否定辞は省略可能で、フランス語とよく似たイェスペルセン周期が起きているという。
基本的な語順はVOS型であるが、現実には主語と目的語の両方が独立した単語として揃っていることは珍しい。主題や焦点を取り上げるための構文が存在する。